# Nunda (village, New York)
Ne doit pas être confondu avec Nunda (New York).
Nunda est un village du comté de Livingston, dans l'État de New York, aux États-Unis,. En 2010, il comptait une population de 1 377 habitants.

## Démographie
Lors du recensement de 2010, le village comptait une population de 1 377 habitants. Elle est estimée, en 2019, à 1 283 habitants.